# Métrodore (contemporain de Constantin)
Pour les articles homonymes, voir Métrodore.
Métrodore est un philosophe grec d'origine perse qui séjourna en Inde au début du IVe siècle.
Il est mentionné dans la Chronique de saint Jérôme, et, à propos de ses « mensonges » qui auraient allumé la guerre entre les Perses et les Romains, par Ammien Marcellin. Rufin d'Aquilée évoque les voyages de Métrodore en « Inde ultérieure » au début du récit qu'il fait de la carrière de Frumence d'Aksoum : l'oncle de celui-ci, le philosophe Mérope de Tyr, aurait entraîné ses deux neveux encore enfants en « Inde » en suivant l'exemple de Métrodore.
Mais le principal récit conservé sur Métrodore se trouve (répété presque mot pour mot) chez deux auteurs beaucoup plus tardifs, les chroniqueurs byzantins Léon le Grammairien et Georges Cédrène (XIe siècle). Le second le réfère à la vingt-et-unième année du règne de Constantin Ier (août 326 - juillet 327), époque où le roi perse Shapur II aurait déclenché une persécution contre les chrétiens. L'action de Métrodore est présentée chez les deux, comme chez Ammien Marcellin, comme la cause d'une guerre qui éclata entre les Perses et les Romains.
Selon ce récit, Métrodore était d'origine perse (Μητρόδωρός τις Περσογενής). Il se rendit en Inde, pays des brahmanes, et grâce à sa grande maîtrise de soi (έγκράτεια), il s'y fit vénérer. Il y construisit des moulins à eau et des bains, équipements qui jusqu'alors étaient ignorés dans ce pays. S'étant acquis une réputation de grande piété, il put pénétrer dans les parties secrètes (ἄδυτα) des temples, où il déroba une grande quantité de pierres précieuses et de perles. Il en reçut aussi du « roi des Indiens » qu'il devait transmettre comme cadeau à l'empereur romain. « De retour » dans l'Empire romain (c'est donc de là qu'il était parti), il donna ces trésors à Constantin comme s'ils venaient de lui-même, et alors que l'empereur admirait les joyaux, il ajouta qu'il avait tenté d'en faire venir d'autres par voie de terre, mais que les Perses les avaient accaparés au passage. Constantin adressa alors au roi Shapur une lettre au ton très sec, lui enjoignant d'expédier les joyaux, mais le roi ne répondit pas.
Les aventures de ce Métrodore paraissent donc avoir eu un certain retentissement à l'époque : dans la brève Chronique de saint Jérôme, il est cité parmi un petit nombre de contemporains très connus. Les historiens modernes (déjà Le Nain de Tillemont) ont notamment tenté de s'en servir pour fixer la chronologie de la carrière de Frumence d'Aksoum : Rufin écrit qu'après plusieurs années passées en Éthiopie, où il était arrivé enfant, il revint dans l'Empire romain où il se fit ordonner prêtre par Athanase d'Alexandrie alors au début de son épiscopat, qui commença en juin 328 ; si Mérope, oncle de Frumence, est parti pour l'« Inde » inspiré par l'exemple de Métrodore, il est aisé de voir que la chronologie ne s'accorde pas avec les indications de saint Jérôme et de Cédrène (ni d'une façon générale avec le fait que Constantin ne fut empereur en Orient qu'à partir de 324).  